# Lijst van voetbalinterlands Frankrijk - Kroatië
Deze lijst van voetbalinterlands is een overzicht van alle officiële voetbalwedstrijden tussen de nationale teams van Frankrijk en Kroatië. De landen hebben tot op heden twaalf keer tegen elkaar gespeeld. De eerste wedstrijd was op 8 juli 1998 in Saint-Denis: de halve finale van het wereldkampioenschap voetbal 1998. De laatste confrontatie, een kwartfinale van de UEFA Nations League 2024/25, vond plaats op 23 maart 2025 in Saint-Denis.

## Wedstrijden
| №  | Plaats      | Datum            | Competitie                  | Wedstrijd           | Uitslag |
| -- | ----------- | ---------------- | --------------------------- | ------------------- | ------- |
| 1  | Saint-Denis | 8 juli 1998      | WK 1998                     | Frankrijk – Kroatië | 2 – 1   |
| 2  | Saint-Denis | 13 november 1999 | Vriendschappelijk           | Frankrijk – Kroatië | 3 – 0   |
| 3  | Zagreb      | 28 mei 2000      | Vriendschappelijk           | Kroatië – Frankrijk | 0 – 2   |
| 4  | Leiria      | 17 juni 2004     | EK 2004                     | Kroatië – Frankrijk | 2 – 2   |
| 5  | Saint-Denis | 29 maart 2011    | Vriendschappelijk           | Frankrijk – Kroatië | 0 – 0   |
| 6  | Moskou      | 15 juli 2018     | WK 2018                     | Frankrijk – Kroatië | 4 – 2   |
| 7  | Saint-Denis | 8 september 2020 | UEFA Nations League 2020/21 | Frankrijk – Kroatië | 4 − 2   |
| 8  | Zagreb      | 14 oktober 2020  | UEFA Nations League 2020/21 | Kroatië – Frankrijk | 1 − 2   |
| 9  | Split       | 6 juni 2022      | UEFA Nations League 2022/23 | Kroatië – Frankrijk | 1 − 1   |
| 10 | Saint-Denis | 13 juni 2022     | UEFA Nations League 2022/23 | Frankrijk – Kroatië | 0 − 1   |
| 11 | Split       | 20 maart 2025    | UEFA Nations League 2024/25 | Kroatië – Frankrijk | 2 – 0   |
| 12 | Saint-Denis | 23 maart 2025    | UEFA Nations League 2024/25 | Frankrijk – Kroatië | 2 – 0   |

## Samenvatting
| Competitie          | Totaal gespeeld | Winst Frankrijk | Gelijk | Winst Kroatië | Doelsaldo Frankrijk – Kroatië |
| ------------------- | --------------- | --------------- | ------ | ------------- | ----------------------------- |
| WK-eindronde        | 2               | 2               | 0      | 0             | 6 − 3                         |
| EK-eindronde        | 1               | 0               | 1      | 0             | 2 − 2                         |
| UEFA Nations League | 6               | 3               | 1      | 2             | 9 − 7                         |
| Vriendschappelijk   | 3               | 2               | 1      | 0             | 5 − 0                         |
| Totaal              | 12              | 7               | 3      | 2             | 22 − 12                       |

## Details

### Eerste ontmoeting
| Halve finale WK 1998 (Saint-Denis, Frankrijk, 8 juli 1998): |              | |
| Frankrijk | 2 – 1        | Kroatië |
| Lilian Thuram 47' Lilian Thuram 69' | goals        | 46' Davor Šuker |
| Aimé Jacquet | bondscoach   | Miroslav Blažević |
| Fabien Barthez Bixente Lizarazu Laurent Blanc Marcel Desailly Lilian Thuram Didier Deschamps Zinédine Zidane Emmanuel Petit Christian Karembeu 31' Stéphane Guivarc'h 69' Youri Djorkaeff 75' | opstellingen | Dražen Ladić Dario Šimić Igor Štimac Slaven Bilić Robert Jarni 65' Zvonimir Boban 90' Mario Stanić Zvonimir Soldo Aljoša Asanović Davor Šuker Goran Vlaović |
| Thierry Henry 31' David Trezeguet 69' Frank Lebœuf 75' | wissels      | 65' Silvio Marić 90' Robert Prosinečki |
| | gele kaarten | 45' Aljoša Asanović 75' Mario Stanić 88' Dario Šimić |
| Laurent Blanc 74' | rode kaarten | |

### Tweede ontmoeting
| Vriendschappelijk (Saint-Denis, Frankrijk, 13 november 1999): |              | |
| Frankrijk | 3 – 0        | Kroatië |
| Robert Pirès 46' Florian Maurice 67' Tony Vairelles 74' | goals        | |
| Roger Lemerre | bondscoach   | Miroslav Blažević |
| Stéphane Porato Lilian Thuram Marcel Desailly Frank Lebœuf Vincent Candela Alain Boghossian 73' Robert Pirès 59' Zinédine Zidane 46' Johan Micoud 85' Patrick Vieira Stéphane Guivarc'h 46' | opstellingen | Željko Pavlović 62' Igor Štimac Zvonimir Soldo Stjepan Tomas Robert Jarni 78' Tomislav Rukavina Aljoša Asanović 85' Zvonimir Boban Mario Stanić Davor Šuker Alen Bokšić |
| Youri Djorkaeff 46' Florian Maurice 46' Tony Vairelles 59' Frédéric Déhu 73' Didier Deschamps 85'                                                                                           | wissels      | 62' Boris Živković 78' Danijel Šarić 85' Niko Kovač |
| | gele kaarten | 32' Igor Štimac 54' Mario Stanić |
| - Debuut van doelman Stéphane Porato (Olympique Marseille) voor Frankrijk. - Debuut van Boris Živković (Bayer 04 Leverkusen) voor Kroatië.                                                  |              | |

### Derde ontmoeting
| Vriendschappelijk (Zagreb, Kroatië, 28 mei 2000):                           |       |                                      |
| Kroatië                                                                     | 0 – 2 | Frankrijk                            |
|                                                                             | goals | 26' Robert Pirès 70' David Trezeguet |
| - Zevende zege op rij voor Frankrijk, de tiende wedstrijd zonder nederlaag. |       |                                      |

### Vierde ontmoeting
| Groepswedstrijd EK 2004 (Leiria, Portugal, 17 juni 2004): |       |                                           |
| Kroatië                                                   | 2 – 2 | Frankrijk                                 |
| Milan Rapaić 48' (pen.) Dado Pršo 52'                     | goals | 51' (e.d.) Igor Tudor 64' David Trezeguet |

### Vijfde ontmoeting
| Vriendschappelijk (Saint-Denis, Frankrijk, 29 maart 2011): |       |         |
| Frankrijk                                                  | 0 – 0 | Kroatië |
|                                                            | goals |         |

### Zesde ontmoeting
| Finale WK 2018 (Moskou, Rusland, 15 juli 2018): |              | |
| Frankrijk | 4 – 2        | Kroatië |
| Mario Mandžukić 19' (e.d.) Antoine Griezmann 38' (pen.) Paul Pogba 59' Kylian Mbappé 65' | goals        | 28' Ivan Perišić 69' Mario Mandžukić |
| Didier Deschamps | bondscoach   | Zlatko Dalić |
| Hugo Lloris Benjamin Pavard Raphaël Varane Samuel Umtiti Lucas Hernández Paul Pogba N'Golo Kanté 55' Blaise Matuidi 73' Antoine Griezmann Olivier Giroud 81' Kylian Mbappé | opstellingen | Danijel Subašić Šime Vrsaljko Dejan Lovren Domagoj Vida 82' Ivan Strinić Ivan Perišić Ivan Rakitić Luka Modrić Marcelo Brozović Mario Mandžukić 71' Ante Rebić |
| Steven Nzonzi 55' Corentin Tolisso 73' Nabil Fekir 81' | wissels      | 71' Andrej Kramarić 82' Marko Pjaca |
| N'Golo Kanté 27' Lucas Hernández 41' | gele kaarten | 90' Šime Vrsaljko |
| - Frankrijk legt in Moskou voor de tweede keer in de geschiedenis beslag op de wereldtitel. - Een ongelukkige handsbal van Ivan Perišić levert Frankrijk, na bekijken van de beelden door scheidsrechter Néstor Pitana, een penalty op. De historische VAR-strafschop wordt benut door Antoine Griezmann. - Kylian Mbappé treedt in de voetsporen van Pelé (1958) door als tiener te scoren in een WK-finale. - Bondscoach Didier Deschamps was bij de vorige WK-winst van Les Bleus in 1998 nog speler, nu wint hij de wereldbeker als trainer. - De eindstrijd in Moskou is de meest doelpuntrijke WK-finale sinds 1958 (Brazilië-Zweden 5-2). - Luka Modrić wint de Gouden Bal voor beste speler van het toernooi. |              | |

### Zevende ontmoeting
| UEFA Nations League 2020/21 (Saint-Denis, Frankrijk, 8 september 2020):                            |       |                                    |
| Frankrijk                                                                                          | 4 – 2 | Kroatië                            |
| Antoine Griezmann 43' Dominik Livaković 45+1' (e.d.) Dayot Upamecano 65' Olivier Giroud 77' (pen.) | goals | 17' Dejan Lovren 55' Josip Brekalo |

### Achtste ontmoeting
| UEFA Nations League 2020/21 (Zagreb, Kroatië, 14 oktober 2020): |       |                                        |
| Kroatië                                                         | 1 – 2 | Frankrijk                              |
| Nikola Vlašić 64'                                               | goals | 8' Antoine Griezmann 79' Kylian Mbappé |

FFF · A-internationals · Selecties · Bondscoaches · Frans vrouwenelftal · Olympisch elftal · Frankrijk U21 · Frankrijk U20 · Frankrijk U19 · Frankrijk U18 · Frankrijk U17 · Frankrijk U16 · Vrouwen U17
1904 – 1919 ·
1920 – 1929 ·
1930 – 1939 ·
1940 – 1949 ·
1950 – 1959 ·
1960 – 1969 ·
1970 – 1979 ·
1980 – 1989 ·
1990 – 1999 ·
2000 – 2009 ·
2010 – 2019 ·
2020 – 2029
EK's: 1984 · 
1992 · 
1996 · 
2000 · 
2004 · 
2008 · 
2012 · 
2016 · 
2020 · 
2024
WK's: 1930 · 
1934 · 
1938 · 
1954 · 
1958 · 
1966 · 
1978 · 
1982 · 
1986 · 
1998 · 
2002 · 
2006 · 
2010 · 
2014 · 
2018 · 
2022
OS: 1900 · 
1908 · 
1920 · 
1924 · 
1948 · 
1952 · 
1960 · 
1968 · 
1976 · 
1984 · 
1996 · 
2020
1904 · 
1905 · 
1906 · 
1907 · 
1908 · 
1909 · 
1910 · 
1911 · 
1912 · 
1913 · 
1914 · 
1915 · 1916 · 1917 · 1918 · 
1919 · 
1920 · 
1921 · 
1922 · 
1923 · 
1924 · 
1925 · 
1926 · 
1927 · 
1928 · 
1929 · 
1930 · 
1931 · 
1932 · 
1933 · 
1934 · 
1935 · 
1936 · 
1937 · 
1938 · 
1939 · 
1940 · 1941  · 
1942 · 
1943 · 1944  · 
1945 · 
1946 · 
1947 · 
1948 · 
1949 · 
1950 · 
1951 · 
1952 · 
1953 · 
1954 · 
1955 · 
1956 · 
1957 · 
1958 · 
1959 ·
1960 · 
1961 · 
1962 · 
1963 · 
1964 · 
1965 · 
1966 · 
1967 · 
1968 · 
1969 ·
1970 · 
1971 · 
1972 · 
1973 · 
1974 · 
1975 · 
1976 · 
1977 · 
1978 · 
1979 ·
1980 · 
1981 · 
1982 · 
1983 · 
1984 · 
1985 · 
1986 · 
1987 · 
1988 · 
1989 · 
1990 · 
1991 · 
1992 · 
1993 · 
1994 · 
1995 · 
1996 · 
1997 · 
1998 · 
1999 · 
2000 · 
2001 · 
2002 · 
2003 · 
2004 · 
2005 · 
2006 · 
2007 · 
2008 · 
2009 · 
2010 · 
2011 · 
2012 · 
2013 · 
2014 · 
2015 · 
2016 · 
2017 · 
2018 ·
2019 ·
2020 ·
2021 ·
2022 ·
2023
Albanië ·
Algerije ·
Andorra ·
Argentinië ·
Armenië ·
Australië ·
Azerbeidzjan ·
België ·
Bolivia ·
Bosnië en Herzegovina ·
Brazilië ·
Bulgarije ·
Canada ·
Chili ·
China ·
Colombia ·
Costa Rica ·
Cyprus ·
Denemarken ·
Duitse Democratische Republiek ·
Duitsland ·
Ecuador ·
Egypte ·
Engeland ·
Estland ·
Faeröer ·
Finland ·
Georgië ·
Gibraltar ·
Griekenland ·
Honduras ·
Hongarije ·
Ierland ·
IJsland ·
Iran ·
Israël ·
Italië ·
Ivoorkust ·
Jamaica ·
Japan ·
Joegoslavië ·
Kameroen ·
Kazachstan ·
Koeweit ·
Kroatië ·
Letland ·
Litouwen ·
Luxemburg ·
Malta ·
Marokko ·
Mexico ·
Moldavië ·
Nederland ·
Nieuw-Zeeland ·
Nigeria ·
Noord-Ierland ·
Noorwegen ·
Oekraïne ·
Oostenrijk ·
Paraguay ·
Peru · 
Polen ·
Portugal ·
Roemenië ·
Rusland ·
Saoedi-Arabië ·
Schotland ·
Senegal ·
Servië ·
Slovenië ·
Slowakije ·
Sovjet-Unie ·
Spanje ·
Togo ·
Tsjechië ·
Tsjecho-Slowakije ·
Tunesië ·
Turkije ·
Uruguay ·
Verenigde Staten ·
Wales ·
Wit-Rusland ·
Zuid-Afrika ·
Zuid-Korea ·
Zweden ·
Zwitserland
Albanië (2016) ·
Argentinië (2018) ·
Argentinië (2022) ·
Australië (2018) · 
België (1904) · 
België (2018) · 
Brazilië (1998) · 
Brazilië (2006) · 
Denemarken (2002) · 
Denemarken (2018) ·
Duitsland (2014) · 
Duitsland (2021) · 
Ecuador (2014) · 
Engeland (1982) · 
Engeland (2012) · 
Engeland (2022) ·
Honduras (2014) · 
Hongarije (2021) · 
Italië (2000) · 
Italië (2006) · 
Italië (2008) · 
Japan (2001) · 
Kameroen (2003) · 
Koeweit (1982) · 
Kroatië (2018) · 
Marokko (2022) ·
Mexico (2010) · 
Nederland (2008) · 
Nigeria (2014) ·
Noord-Ierland (1982) · 
Oekraïne (2012) · 
Oostenrijk (1982) · 
Peru (2018) · 
Polen (1982) · 
Polen (2022) ·
Portugal (2006) · 
Portugal (2016) ·
Portugal (2021) ·
Roemenië (2008) ·
Roemenië (2016) ·
Senegal (2002) · 
Spanje (1984) ·
Spanje (2006) ·
Spanje (2012) ·
Spanje (2021) ·
Togo (2006) ·
Tsjecho-Slowakije (1982) ·
Uruguay (2002) ·
Uruguay (2010) ·
Uruguay (2018) ·
Zuid-Afrika (2010) ·
Zuid-Korea (2006) ·
Zweden (2012) ·
Zwitserland (2006) ·
Zwitserland (2014) ·
Zwitserland (2016) ·
Zwitserland (2021)
HNS · A-internationals · Selecties · Bondscoaches · Statistieken · Kroatisch vrouwenelftal · Olympisch elftal · Kroatië U21 · Kroatië U20 · Kroatië U19 · Kroatië U18 · Kroatië U17 · Kroatië U16
1940 – 1956 ·
1990 – 1999 ·
2000 – 2009 ·
2010 – 2019 ·
2020 − 2029
EK's: 1996 · 
2000 · 
2004 · 
2008 · 
2012 · 
2016 · 
2020 · 
2024
WK's: 1998 · 
2002 · 
2006 · 
2010 · 
2014 · 
2018 · 
2022
1940 · 
1941 · 
1942 · 
1943 · 
1944 · 
1945–1955 · 
1956 · 
1957–1989 · 
1990 · 
1991 · 
1992 · 
1993 · 
1994 · 
1995 · 
1996 · 
1997 · 
1998 · 
1999 · 
2000 · 
2001 · 
2002 · 
2003 · 
2004 · 
2005 · 
2006 · 
2007 · 
2008 · 
2009 · 
2010 · 
2011 · 
2012 · 
2013 ·  
2014 · 
2015 · 
2016 · 
2017 · 
2018 ·
2019 ·
2020 ·
2021 ·
2022 ·
2023
Albanië ·
Andorra ·
Argentinië ·
Armenië ·
Australië ·
Azerbeidzjan · 
België ·
Bosnië en Herzegovina ·
Brazilië ·
Bulgarije ·
Canada ·
Chili ·
China ·
Cyprus ·
Denemarken ·
Duitsland ·
Ecuador ·
Egypte ·
Engeland ·
Estland ·
Finland ·
Frankrijk ·
Georgië ·
Gibraltar ·
Griekenland ·
Hongarije ·
Hongkong ·
Ierland ·
IJsland ·
Indonesië ·
Iran ·
Israël ·
Italië ·
Jamaica ·
Japan ·
Joegoslavië ·
Jordanië ·
Kameroen · 
Kazachstan ·
Kosovo ·
Letland ·
Litouwen ·
Liechtenstein ·
Mali ·
Malta ·
Marokko · 
Mexico ·
Moldavië ·
Nederland ·
Nigeria ·
Noord-Ierland ·
Noord-Macedonië ·
Noorwegen ·
Oekraïne ·
Oostenrijk ·
Peru ·
Polen ·
Portugal ·
Qatar ·
Roemenië ·
Rusland ·
San Marino ·
Saoedi-Arabië ·
Schotland ·
Senegal · 
Servië · 
Slovenië ·
Slowakije ·
Spanje ·
Tsjechië ·
Tunesië ·
Turkije ·
Wales ·
Wit-Rusland ·
Zuid-Korea ·
Zweden ·
Zwitserland
Argentinië (2018) ·
Argentinië (2022) ·
Australië (2006) ·
België (2022) ·
Brazilië (2006) ·
Brazilië (2014) ·
Brazilië (2022) ·
Denemarken (2018) ·
Duitsland (2008) ·
Engeland (2018) ·
Engeland (2021) ·
Frankrijk (2018) ·
Ierland (2012) ·
IJsland (2018) ·
Italië (2012) ·
Japan (2006) ·
Kameroen (2014) ·
Marokko (2022, 1) ·
Marokko (2022, 2) ·
Mexico (2014) ·
Nigeria (2018) ·
Oostenrijk (2008) ·
Polen (2008) ·
Rusland (2018) ·
Schotland (2021) ·
Spanje (2012) ·
Spanje (2021) ·
Tsjechië (2016) ·
Tsjechië (2021) ·
Turkije (2008) ·
Turkije (2016)